# Florence Ita Giwa
 Florence Ita Giwa (sinh ngày 19 tháng 2 năm 1946) là một chính trị gia người Nigeria, từng là Thượng nghị sĩ cho khu vực bầu cử sông Nam của bang Cross River.
Bà theo học trường Bách khoa Kilburn ở London, Vương quốc Anh. Bà trở thành một y tá, sau đó là đại diện cho công ty dược phẩm Beecham, và sau đó chuyển đến Standall Dược phẩm, nơi cô đại diện cho bang Lagos. Bà kết hôn với Dele Giwa, biên tập viên sáng lập của tạp chí News watch. Họ kết hôn chỉ được mười tháng, sau đó Dele Giwa kết hôn với Olufunmi Olaniyan, người đã kết hôn với ông ta cho đến khi qua đời vào năm 1986.
Ita-Giwa tham gia chính trị và nổi lên với tư cách là chủ tịch NRC cho Delta State. Sau đó, bà được bầu làm thành viên của Hạ viện liên bang 1992-93, và là thành viên của ủy ban về việc giải thể hội đồng cấu thành quyền lực 1994-95. Bà bắt đầu tham gia vào các vấn đề của Bakassi và có được biệt danh "Mama Bakassi". Ita-Giwa đã được bầu làm Thượng nghị sĩ cho khu vực bầu cử Cross River South vào tháng 4 năm 1999 và được bổ nhiệm vào các ủy ban về Quy tắc và Thủ tục, Môi trường, Ngoại giao, Phụ nữ, Đồng bằng Nigeria và Ma túy & Ma túy..
Sau khi rời thượng viện năm 2003, bà gia nhập Đảng Dân chủ Nhân dân, và trở thành Cố vấn đặc biệt của Tổng thống Olusegun Obasanjo về các vấn đề của Quốc hội. Vào tháng 5 năm 2010, có tin đồn rằng tiền đã bị thiếu trong tài khoản của Ủy ban Tái định cư Bakassi, do Ita-Giwa chủ trì, người đã yêu cầu Ủy ban Tội phạm Kinh tế và Tài chính điều tra vấn đề này.
Ita Giwa đã làm việc chống lại nạn buôn người và nô lệ tình dục.
Bà đã nhận được OON (Cán bộ của Dòng Nigeria) và Giải thưởng Thành tựu trọn đời của Mặt trời.